# Amu'er
Amu'er (kinesiska: 阿木尔), före 2011 Jintao (劲涛), är en köping i Kina. Den ligger i provinsen Heilongjiang, i den nordöstra delen av landet, omkring 830 kilometer norr om provinshuvudstaden Harbin. Antalet invånare är 10 811. Befolkningen består av 5 148 kvinnor och 5 663 män. Barn under 15 år utgör 9,0 %, vuxna 15-64 år 82 %, och äldre över 65 år 7,0 %.